# Zelenáč (seriál)
Zelenáč je americký krimi dramatický televizní seriál, jehož tvůrcem je Alex Hawley. Seriál sleduje čtyřicetiletého Johna Nolana, který se stane nejstarším „bažantem“ policie v Los Angeles. Produkce se ujaly společnosti ABC Studios a The Mark Gordon Company.
Hlavní role hrají Nathan Fillion, Afton Williamson, Eric Winter, Melissa O'Neil, Richard T. Jones, Titus Makin, Alyssa Diaz, Mekia Cox a Mercedes Mason. V říjnu roku 2017 byla objednaná produkce první řady. Pilotní díl měl premiéru dne 16. října 2018.
V květnu 2019 byla objednána druhá řada, která měla premiéru dne 29. září 2019. V květnu 2020 stanice potvrdila prodloužení o třetí řadu.

## Děj
Seriál sleduje Johna Nolana, čtyřicetiletého muže, který se rozhodne přestěhovat z malého městečka do Los Angeles, aby si splnil svůj sen stát se policistou Los Angeles Police Department. Musí zvládnout nebezpečný a nečekaný život „mladého“ policisty, který chce, aby jeho druhý pokus na život stál za to.

## Obsazení

### Hlavní role
- Nathan Fillion jako policista John Nolan, nejstarší nováček na policejním oddělení v Los Angeles, který je přidělen do divize Wilshire. Ve 40 letech se po záchraně člověka při přepadení rozhodl uzavřít svou stavební společnost v Pensylvánii a přestěhovat se na západ, aby se stal policistou. Je rozvedený a má 18letého syna Henryho, který je v prvním ročníku vysoké školy. Při studiu na policejní akademii se dal dohromady s kadetkou Lucy Chen.
- Afton Williamson jako policejní důstojník Talia Bishop, nový výcvikový strážník, jejímž prvním přiděleným partnerem je Nolan. Pracuje na tom, aby se stala detektivem. (1. řada)
- Mekia Cox jako policejní důstojník Nyla Harper, výcvikový strážník Johna Nolana. (2. a 3. řada)
- Eric Winter jako Tim Bradford: výcvikový strážník (1., 2., a 3. řada), policejní seržant. (4. řada)
- Melissa O'Neil jako policejní důstojník Lucy Chen, nováček u LAPD.
- Richard T. Jones jako policejní seržant Wade Grey, velitel okrsku Whilshire, který má pocit, že Nolan prochází krizí středního věku a že být policistou není jeho pravé povolání a proto ho nemá rád. Má dceru, která plánuje nastoupit na vysokou školu
- Titus Makin jako policejní důstojník Jackson West, dychtivý důstojník a nováček policie v Los Angeles, synem velitele vnitřních záležitostí LAPD (Michael Beach)
- Alyssa Diaz jako policejní důstojník Angela Lopez, výcvikový strážník LAPD. Jejím partnerem je West.
- Mercedes Mason jako policejní kapitán Zoe Andersen, která dříve pracovala pro vojenskou policii a pro Pentagon (1. řada)
- Mekia Cox jako Nyla Harper, výcvikový strážník LAPD a detektiv

### Vedlejší role
- Danny Nucci jako detektiv Sanford Motta, arogantní detektiv, který nemá rád nováčky (1. řada)
- Mircea Monroe jako Isabel Bradford, bývalá manželka Tima Bradforda, bývalá policistka, která je nyní drogově závislá (1. řada)
- Currie Graham jako Ben McRee, Nolanův kamarád, u kterého byl ubytovaný (1. řada)
- Demetrius Grosse jako detektiv Kevin Wolfe, detektiv řešící případ Isabele (1. řada)
- David DeSantos jako Elijah Vestri, detektiv řešící případ Isabele (1. řada)
- Shawn Ashmore jako Wesley Evers, právník, přítel Angely Lopez
- Sarah Shahi jako Jessica Russo, bývalá vyjednávačka FBI, která nyní provozuje bezpečnostní firmu a píše knížky
- Sara Rue jako Nell Forester
- Zayne Emory jako Henry Nolan, Johnův syn
- Michael Beach jako Percy West, Jacksonův otec
- Brent Huff jako strážník Quigley Smitty
- Harold Perrineau jako Nick Armstrong, detektiv (2. řada)
- Ali Larter jako Grace Sawyer, zdravotní sestra, bývalá přítelkyně Nolana z vysoké školy (2. řada)
- Jasmine Mathews jako Rachel Hall (2. řada), sociální pracovnice

## Vysílání
| Řada | Díly | Premiéra v USA | Premiéra v USA  | Premiéra v ČR   | Premiéra v ČR      |
| Řada | Díly | První díl      | Poslední díl    | První díl       | Poslední díl       |
| ---- | ---- | -------------- | --------------- | --------------- | ------------------ |
| 1    | 20   | 16. října 2018 | 16. dubna 2019  | 16. dubna 2019  | 27. srpna 2019     |
| 2    | 20   | 29. září 2019  | 10. května 2020 | 2. března 2020  | 23. listopadu 2020 |
| 3    | 14   | 3. ledna 2021  | 16. května 2021 | 16. března 2021 | 15. června 2021    |
| 4    | 22   | 26. září 2021  | 15. května 2022 | 1. března 2022  | 26. července 2022  |
| 5    | 22   | 25. září 2022  | 2. května 2023  | 14. března 2023 | 15. srpna 2023     |
| 6    | 10   | 20. února 2024 | 21. května 2024 | 17. června 2024 | 19. srpna 2024     |
| 7    | 18   | 7. ledna 2025  | 13. května 2025 | bude oznámeno   | bude oznámeno      |

## Produkce

### Vývoj a natáčení
Dne 26. října 2017 stanice ABC oznámila objednávku seriálu Zelenáč, v hlavní roli s Nathanem Fillionem, scenáristou a vedoucím producentem seriálu Castle na zabití jako spolu-tvůrcem seriálu. Oba dva jsou do projektu zapojeni také jako vedoucí producenti, společně s Markem Gordonem, Nicholasem Pepperem, Michelle Chapman a Jonathanem E. Steinbergem. Seriál produkují společností ABC Studio a The Mark Gordon Company.
V lednu 2018 bylo oznámeno, že pilotní díl bude režírovat a seriál produkovat Liz Friedlander. Produkce začala dne 7. března 2018 a natáčelo se v Los Angeles a New Yorku.
Evropská FTA premiéra seriálu proběhla v Itálii na kanálu Rai 2 30. března 2019.
V květnu 2019 byla objednána druhá řada, která bude mít premiéru dne 29. září 2019. V květnu 2020 stanice potvrdila prodloužení o třetí řadu.

### Casting
S objednávkou seriálu v říjnu roku 2017 bylo oznámeno obsazení Filliona jako Johna Nolana. Dne 7. února 2018 byli obsazeni Afton Williamson a Eric Winter. Následovalo obsazení Melissy O'Neil, Richarda T. Jonese, Tituse Makina, Alyssi Diaz a Mercedes Mason.